# 8745 Делані
8745 Делані (8745 Delaney) — астероїд головного поясу, відкритий 20 березня 1998 року.
Тіссеранів параметр щодо Юпітера — 3,386.